# Богданович Ірина Ернстовна
Ірина Ернстівна Богданович (біл. Ірына Эрнстаўна Багдановіч; нар. 30 квітня 1956, Ліда, Гродненська область, БРСР, СРСР) — білоруська поетеса і літературознавка.

## Біографія
Закінчила історико-філологічний факультет Гомельського державного університету імені Франциска Скорини (1978) і аспірантуру при Інституті літератури імені Янка Купали АН Білорусі (1983). З 1983 року працює в Інституті літератури АН Білорусі.

## Творчість
Друкується з 1973 року. Автор книг віршів «Чаравікі маленства» («Черевики дитинства») (1985), «Фрэскі» («Фрески») (1989), «Вялікдзень» («Великдень») (1993), «Сармацкі альбом» («Сарматський альбом») (2004), «Прыватныя рымляне» (""Приватні римляни) (2006), монографій «Янка Купала і рамантызм» («Янка Купала і романтизм») (1989), «Авангард і традыцыя: беларуская паэзія на хвалі нацыянальнага адраджэння» («Авангард і традиція: білоруська поезія на хвилі національного відродження») (2001). Укладчик збірок «Казімір Сваяк. Выбраныя творы» («Казимір Сваяк. Вибрані твори») (2010) і «Вінцук Адважны. Выбраныя творы» («Вінцук Відважний. Вибрані твори») (2011). Перекладає з польської мови.
У її збірках віршів поетичні роздуми про рідний край, його історію та культуру, непрості труднощі й турботи сучасників.